# Rila Fukushima
Rila Fukushima (Japans: 福島 リ ラ, Fukushima Rira) (Tokio, 9 januari 1980) is een Japans model en actrice. Ze is vooral bekend om haar stripboekrollen in film en tv en is verschenen in projecten zoals de superheldenfilm The Wolverine (2013) als Yukio, Tatsu Yamashiro / Katana in de tv-serie Arrow (2012-heden) en als de in het rood geklede geisha in Ghost in the Shell (2017).

## Filmografie
- The Wolverine (2013) - Yukio
- Twilight: Saya in Sasara (2014) - Erica
- Gonin Saga (2015) - Yoichi
- Terra Formars (2016) - Sakakibara
- Ghost in the Shell (2017) - Rood geklede geisha
- Enemy Within (2019) - Aiko Nishikaichi
- Listen to the Universe (2019) - Jennifer Chang
- Annette (2021) - Verpleegster
- Ballerina (2025) - Petra

### Televisie
*Exclusief eenmalige optredens
- The Long Goodbye (2014) (miniserie) - Lily
- Arrow (2014-2016) - Tatsu Yamashiro / Katana
- Million Yen Women (2017) - Minami Shirakawa
- Castlevania (2020) (anime) - Sumi (stemrol)

- Biblioteca Nacional de España: XX5424925
- Bibliothèque nationale de France: cb17721074j (data)
- Gemeinsame Normdatei: 1264260547
- International Standard Name Identifier: 0000 0004 6468 6160
- Library of Congress Control Number: no2014005735
- Système universitaire de documentation: 227314247
- Virtual International Authority File: 311429815
- WorldCat: E39PBJbxCcDTQk3gHWvQwPvbVC